# Condado de Merrick
El condado de Merrick (en inglés: Merrick County), fundado en 1858 y con su nombre en honor a Elvira Merrick que era la esposa del legislador Henry W. DePuyl, es un condado del estado estadounidense de Nebraska. En el año 2000 tenía una población de 8.204 habitantes con una densidad de población de 7 personas por km². La sede del condado es Central City.

## Geografía
Según la oficina del censo el condado tiene una superficie total de 1282 km² (495 mi²), de los que 1256 km² (484,9 mi²) son tierra y 26 km² (10,0 mi²) (1.99%) son agua.

### Condados adyacentes
- Condado de Platte - noreste
- Condado de Polk - este
- Condado de Hamilton - sur
- Condado de Hall - suroeste
- Condado de Howard - oeste
- Condado de Nance - norte

## Demografía
Según el 2000 la renta per cápita media de los habitantes del condado era de 34.961 dólares y el ingreso medio de una familia era de 39.729 dólares. En el año 2000 los hombres tenían unos ingresos anuales 26.998 dólares frente a los 19.828 dólares que percibían las mujeres. El ingreso por habitante era de 15.958 dólares y alrededor de un 8.90% de la población estaba bajo el umbral de pobreza nacional.

## Ciudades y pueblos
- Central City
- Chapman
- Clarks
- Palmer
- Silver Creek
- Archer